# Yabayo
Yabayo est une localité située au sud-ouest de la Côte d'Ivoire et appartenant au département de Soubré, dans la région de la Nawa. La localité de Yabayo est un chef-lieu de commune. Yabayo est un cerrefour pour rejoindre tout le département de Soubré. La localité de Yabayo va bénéficier très bientôt d'une caserne de sapeurs pompiers.

## Sanitaires
- Un centre de santé urbain (CSU)
- Une pharmacie
- des cliniques
- une morgue

## Économie
La richesse de la localité est basée sur l'agriculture. Les populations de Yabayo sont en majorité de grands planteurs de Cacao, de café, du riz et de l’hévéa.

## Écoles primaires
- EPP Yabayo 1
- EPP Yabayo 2
- EPP Yabayo 3
- EPP Yabato 4
- EPP Yabayo 5
- EPP Yabayo 6

### Écoles secondaires
- Collège Nappeh les Lumières de Yabayo
- Collège Moderne Hopp Nissi Yabayo
- Collège privé les Bloufouais de Yabayo

## Stations
- La station Oil Lybia
- La station Petroci

### Quartiers de Yabayo
Yabayo dispose de plusieurs quartiers qui sont :
- Sokoura
- Yabayo village
- IGD
- Chateau
- Kokofai
- Espoir